# Olaszprincipál
Az olaszprincipál vagy Italienisch prinzipal egy orgonaregiszter: a német nyelvű megnevezés magyar jelentése olasz principál. A romantikus orgonák diszpozícióin szerepelhet. Épülhet 32’, 16’, 8’, 4’, és 2’ magasságban, ám a leggyakrabban 16’, 8’, és 4’ magasságban készültek. Anyaga orgonafém, jellege nyitott – 32’ és 16’ magasságban lehet fedett is –, alakja cilindrikus, hangja telt és puha.
A regisztercsoport különleges fajtája a Sifflöte 1’ regiszter. A neve alapján a fuvolákhoz sorolnánk, de ne feledjük: az olaszprincipálok között a helye. 2’, de leginkább 1’ magasságban készül, és mindenben hasonlatos az olaszprincipálokra.